# Juan Dolio
Juan Dolio ist ein Bade- und Tourismusort in der Provinz San Pedro de Macorís an der Südküste der Dominikanischen Republik. Juan Dolio hat 2.488 Einwohner (2010) und gehört zum Gemeindebezirk Municipio Guayacanes.

## Geografische Lage

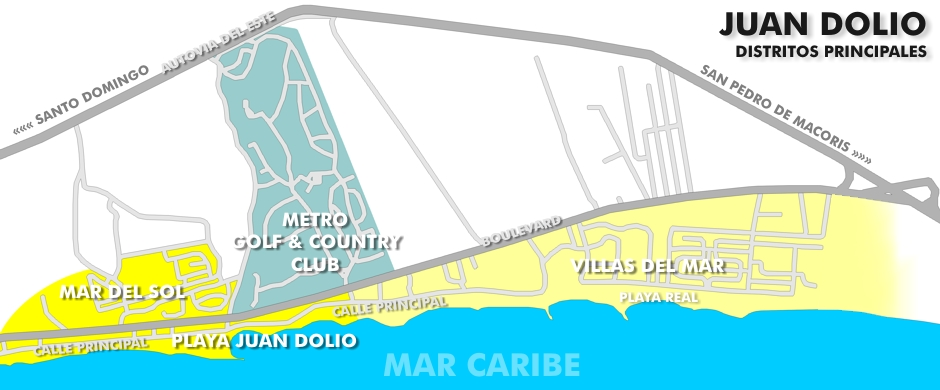
Ortsteile von Juan Dolio

Das ehemalige Fischerdorf Juan Dolio liegt direkt am Karibischen Meer und erstreckt sich über eine Länge von ca. 7 km beiderseits der den Ort durchschneidenden Verbindungsstraße Avenida Boulevard entlang der Küste. Über den Boulevard erreicht man sowohl in westlicher als auch in östlicher Richtung die Autobahn 3 Autovia Del Este die den Ort in einem Bogen im Norden umgeht.
Die Entfernung zu der im Westen Juan Dolios liegenden Landeshauptstadt Santo Domingo beträgt ca. 50 km und die Provinzhauptstadt San Pedro de Macorís ist ca. 12 km in östlicher Richtung entfernt. Während man im Norden und Osten des Ortes hauptsächlich weites Weide- und Brachland sowie Zuckerrohrfelder antrifft, schließt sich Juan Dolio im Westen nahezu nahtlos an die Gemeinde Guayacanes an. Ebenfalls in westlicher Richtung liegen der Tourismusort Boca Chica (ca. 23 km), sowie der Flughafen Las Américas (ca. 30 km).

## Infrastruktur

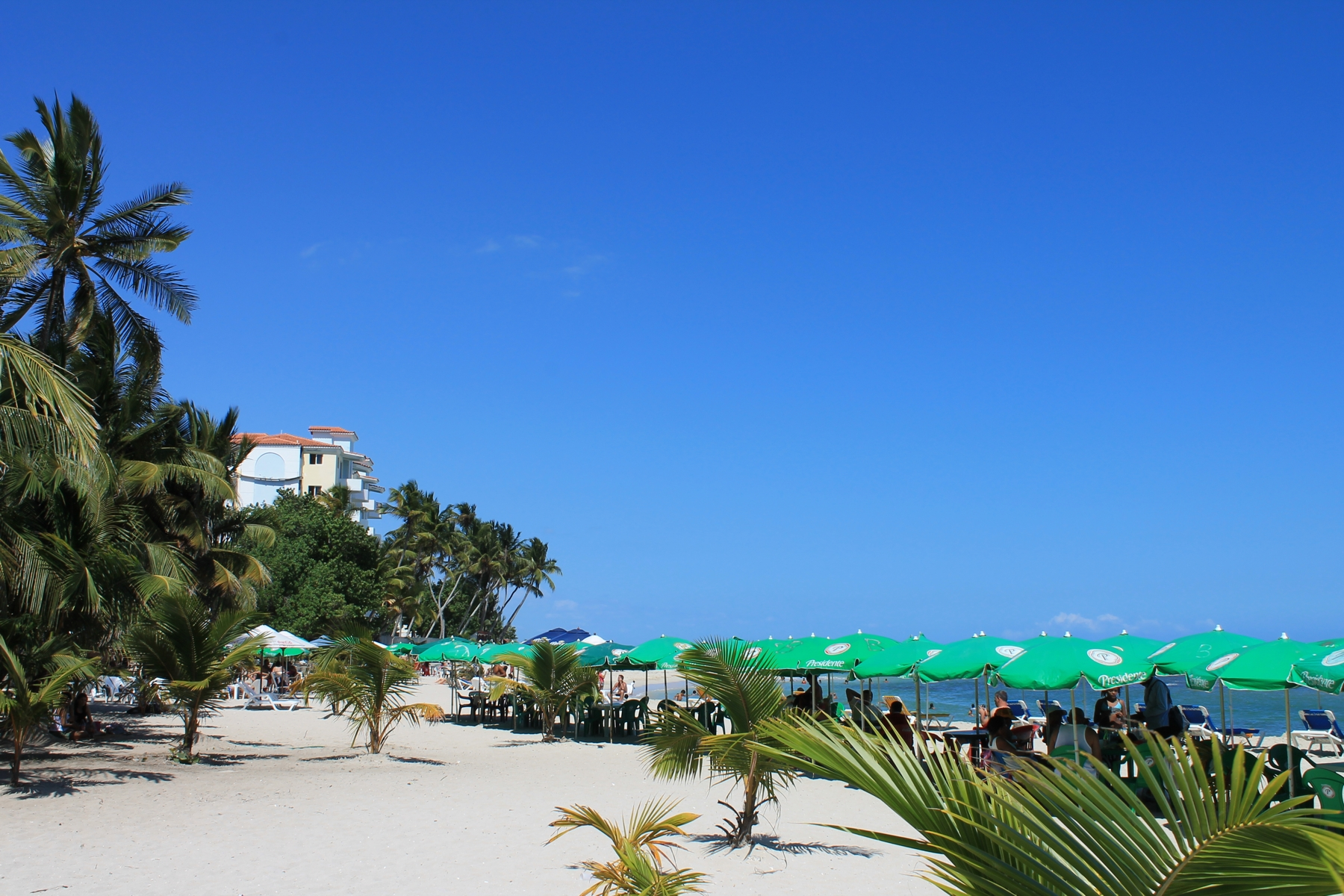
Playa Juan Dolio

Das Zentrum El Pueblo des langgestreckten Ortes befindet sich nahe einer Bucht, der Playa Juan Dolio, die auch von den wenigen verbliebenen lokalen Fischern für das Landen ihrer Boote genutzt wird.
Im Nordwesten des Ortskerns befindet sich der Ortsteil Mar Del Sol, im Norden liegt die geschlossene Wohnanlage des Metro Golf- & Country Clubs und im Osten schließt sich der Ortsteil Villas Del Mar an. Der Westen Juan Dolios grenzt an die Nachbargemeinde und gleichzeitigen Sitz der Gemeindebezirksverwaltung, Guayacanes.

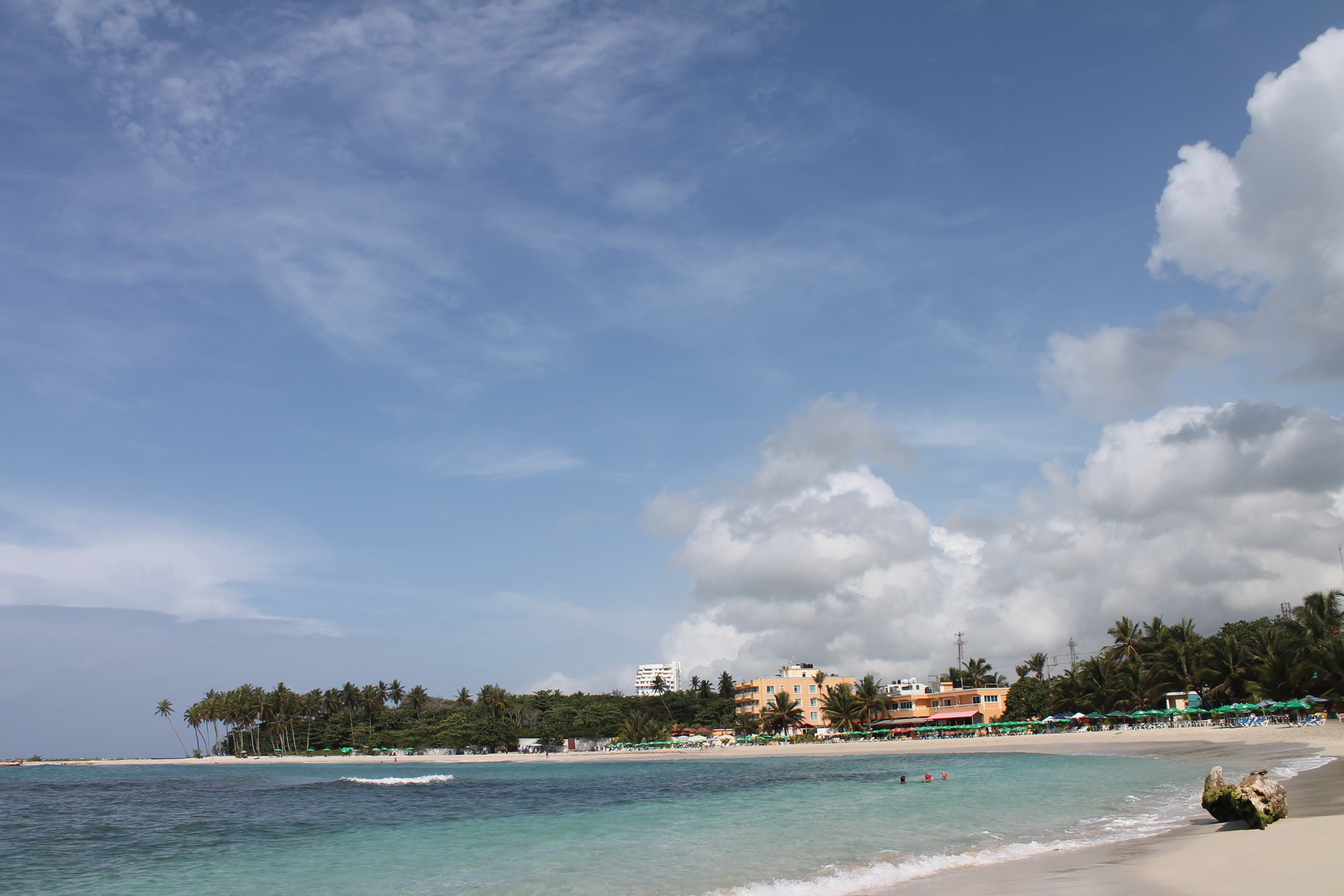
Playa Juan Dolio

Der Ortskern wird durch eine parallel zum Strand verlaufende Hauptstraße, die Calle Principal, durchzogen. Entlang der an Wochenenden von Autos nur von westlicher in östlicher Richtung befahrbaren Straße befinden sich zahlreiche kleinere Geschäfte, wie z. B. Restaurants, Bars und Pensionen, sowie hauptsächlich kleinere, aber auch vereinzelt einige mehrstöckige, Wohnhäuser.
Am östlichen Ende der Calle Principal beginnt der in den letzten beiden Jahrzehnten neu entstandene Ortsteil Villas Del Mar, in dem sich auch die beiden größeren Hotels des Ortes befinden. Finanzstarke Investoren nutzten in der Vergangenheit wiederholt Anlageobjekte in Villas Del Mar für ihre Projekte und die Zone ist geprägt von, sich teilweise noch im Bau befindlichen, modernen Hochhäusern und zum Teil luxuriös ausgestatteten Wohnanlagen.
Während die Playa Juan Dolio im Ortszentrum öffentlich frei zugänglich und mit Parkplätzen ausgestattet ist, kann der Strand in Villas del Mar, die Playa Real, nicht frei eingesehen werden, sondern wird durch hochgeschossige Wohnhäuser von der Hauptstraße abgegrenzt.
Alle Strandabschnitte in Juan Dolio wurden in Wintermonaten 2006/07 durch aufwendige Regierungsprojekte erneuert und erfreuen sich vornehmlich an Wochenenden einer wachsenden Besucherzahl.